# Prêmio Platino de Melhor Ator em Minissérie ou Série de TV
O Prêmio Platino de Melhor Ator em Minissérie ou Série de TV é uma das categorias dos Prêmios Platino de Cinema Ibero-Americano apresentados anualmente pela Entidad de Gestión de Derechos de los Productores Audiovisuales (EGEDA) e pela Federación Iberoamericana de Productores Cinematográficos y Audiovisuales (FIPCA).
A categoria foi apresentada pela primeira vez em 2018 no 5º Prêmio Platino, com o ator argentino Julio Chávez sendo o primeiro a receber o prêmio por seu papel como Abel Prat em El Maestro. Os atores Diego Boneta, Álvaro Morte e Javier Cámara são os únicos indicados mais de uma vez na categoria, com duas indicações cada.
Na lista abaixo, os vencedores de cada ano são mostrados primeiro, seguidos pelos demais indicados.

## Vencedores

### Década de 2010
| Ano  | Vencedor e indicados | Titulo                  | Personagem                  |
| ---- | -------------------- | ----------------------- | --------------------------- |
| 2018 | Julio Chávez         | El Maestro              | Abel Prat                   |
| 2018 | Júlio Andrade        | 1 Contra Todos          | Carlos Eduardo              |
| 2018 | Luis Brandoni        | Un gallo para Esculapio | Chelo Esculapio             |
| 2018 | Peter Lanzani        | Un gallo para Esculapio | Nelson                      |
| 2018 | Asier Etxeandia      | Velvet Colección        | Raúl de la Riva             |
| 2019 | Diego Luna           | Narcos: México          | Miguel Ángel Félix Gallardo |
| 2019 | Diego Boneta         | Luis Miguel: La serie   | Luis Miguel                 |
| 2019 | Nicolás Furtado      | El Marginal             | Juan Pablo Borges           |
| 2019 | Javier Rey           | Fariña                  | Sito Miñanco                |

### Década de 2020
| Ano  | Vencedora e indicadas | Titulo                  | Personagem              |
| ---- | --------------------- | ----------------------- | ----------------------- |
| 2020 | Álvaro Morte          | La casa de papel        | Salvador "Salva" Martín |
| 2020 | Javier Cámara         | Vota Juan               | Juan Carrasco           |
| 2020 | Óscar Jaenada         | Hernán                  | Hernán Cortés           |
| 2020 | Jorge Román           | Monzón                  | Carlos Monzón           |
| 2021 | Andrés Parra          | El robo del siglo       | Roberto Lozano "Chayo"  |
| 2021 | Alejandro Speitzer    | Alguien tiene que morir | Gabino Falcón           |
| 2021 | Álvaro Morte          | La casa de papel        | Salvador "Salva" Martín |
| 2021 | Eduard Fernández      | El robo del siglo       | Padre Manuel Vergara    |
| 2022 | Javier Cámara         | Venga Juan              | Juan Carrasco           |
| 2022 | Chino Darín           | El reino                | Julio Clamens           |
| 2022 | Darío Grandinetti     | Hierro                  | Antonio Díaz            |
| 2022 | Diego Boneta          | Luis Miguel: La serie   | Luis Miguel             |
| 2023 | Guillermo Francella   | El encargado            | Eliseo                  |
| 2023 | Daniel Giménez Cacho  | Un extraño enemigo      | Fernando Barrientos     |
| 2023 | Juan Diego Botto      | No me gusta conducir    | Pablo Lopetegui         |
| 2023 | Juan Pablo Raba       | Noticia de un Secuestro | Alberto Villamizar      |